# Lídia Guinart Moreno
Lídia Guinart Moreno, née le 30 décembre 1966, est une femme politique espagnole membre du Parti des socialistes de Catalogne (PSC).
Elle est élue députée de la circonscription de Barcelone lors des élections générales de décembre 2015.

## Biographie

### Vie privée
Elle est mariée et mère d'une fille.

### Profession
Lídia Guinart Moreno est titulaire d'une licence en sciences de l'information par l'Université autonome de Barcelone et possède un diplôme en journalisme digital. Elle a aussi réalisé des études en sciences politiques. Elle est journaliste et écrivaine.

### Activités politiques
Elle est adjointe au maire de Santa Coloma de Gramenet de 2011 à 2015. Elle est conseillère nationale du PSC.
Le 20 décembre 2015, elle est élue députée pour Barcelone au Congrès des députés.